# Билык, Максим Валерьевич
Макси́м Вале́рьевич Би́лык (укр. Максим Валерійович Білик; 10 июня 1990) — украинский футболист, полузащитник

## Игровая карьера
В футбол начинал играть у тренера Анатолия Васильевича Усенко. Далее занимался в Днепропетровском спорт-интернате. После завершения обучения играл во второй лиге за «Горняк» (Кривой Рог) и «Днепр-75». С 2009 по 2011 год выступал в дубле криворожского «Кривбасса», за который сыграл 63 матча. В 2012 году перешёл в клуб высшего дивизиона чемпионата Литвы «Круоя». В А-Лиге дебютировал 18 марта того же года в игре с клубом «Шяуляй». В первом матче на высшем уровне футболист на 44-й минуте отличился автоголом, на 63-й заработал жёлтую карточку, а на 66-й был заменён на Гвидаса Юшку. После такого дебюта следующую игру Билык начал на скамейке запасных, но далее неизменно выходил в стартовом составе. Осенью 2012 года вернулся на Украину, где продолжил карьеру во второй лиге в черкасском «Славутиче». Далее три года играл на любительском уровне. Весной 2016 года заключил контракт с клубом первой лиги «Нефтяник-Укрнефть».